# リチャード・ガートナー
リチャード・ガートナー (Richard Gartner、1947年 - ) はアメリカ合衆国の心理学者、家族療法家、対人関係論的精神分析家。男性への性的虐待の研究者であり、カトリック教会の性的虐待事件で多くの被害者が少年であったと報道されたことで、彼も注目を浴びることになった。

## 著書
- Betrayed as Boys: Psychodynamic Treatment of Sexually Abused Men, New York: Guilford Press,1999. ISBN 1-57230-644-0
  - 日本語版『少年への性的虐待：男性被害者の心的外傷と精神分析治療』宮地尚子・井筒節・岩崎直子・村瀬健介ほか訳、作品社、2005年。ISBN 4-86182-013-8